# Roland Guy
Sir Roland Kelvin Guy, GCB, CBE, DSO (* 25. Juni 1928 in Srinagar, Kaschmir, Britisch-Indien; † 13. Dezember 2005) war ein britischer Offizier und zuletzt General der British Army, der unter anderem von 1980 bis 1983 Militärsekretär (Military Secretary) sowie zwischen 1984 und 1986 Generaladjutant des Heeres (Adjutant-General to the Forces) war. Nach seinem Eintritt in den Ruhestand engagierte er sich zudem von 1987 bis 1993 als Gouverneur des Royal Hospital Chelsea, ein Altersheim für ausgediente und kriegsinvalide Soldaten der British Army in London. 

## Leben

### Ausbildung und Verwendungen als Offizier sowie Kampfeinsätze in Kenia und Nordirland

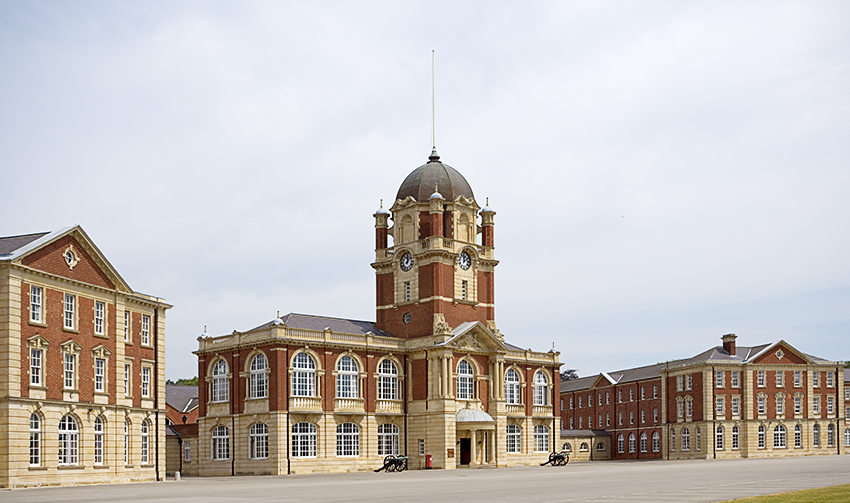
Roland Guy absolvierte bis 1948 eine Offiziersausbildung am Royal Military College Sandhurst.

Roland Kelvin Guy war der Sohn von Norman Greenwood Guy (1897–1942), der als Oberstleutnant im 4. Bataillon der 13th Frontier Force Rifles in Britisch-Indien diente, sowie dessen Ehefrau Edna Waverley Marks (1897–1969). Nach dem Besuch des Wellington College in Berkshire begann er als Cadet eine Offiziersausbildung am Royal Military College Sandhurst und wurde nach deren Abschluss am 21. Oktober 1948 als Leutnant (Second Lieutenant) in das King’s Royal Rifle Corps (KRRC) übernommen. Während seiner darauf folgenden Dienstzeit in diesem Leichten Infanterieregiment wurde er am 21. Oktober 1950 zunächst zum Oberleutnant (Lieutenant) sowie am 21. Oktober 1954 zum Hauptmann (Captain) befördert. Für seine Verdienste bei Einsätzen während des Mau-Mau-Krieges in der Kronkolonie Kenia im Zeitraum vom 21. Oktober 1954 bis zum 20. April 1955 wurde er am 15. Juli 1955 Mitglied des Order of the British Empire (MBE) ernannt.
Am 21. Oktober 1961 wurde Guy zur Green Jackets Brigade versetzt und daraufhin zum Major befördert. Nachdem aus den bisher eigenständigen Regimentern 1st Green Jackets (43rd and 52nd), 2nd Green Jackets, the King’s Royal Rifle Corps und der 3rd Green Jackets, Rifle Brigade (Prince Consort’s Own) 1966 das Infanterieregiment Royal Green Jackets entstanden war, wurde er am 30. Juni 1967 in diesem Regiment zum Oberstleutnant (Lieutenant-Colonel) befördert. Er war zwischen September 1969 und Oktober 1971 Kommandeur des 1. Bataillons der Royal Green Jackets und wurde am 31. Dezember 1971 rückwirkend zum 30. Juni 1971 zum Oberst (Colonel) befördert. Für seinen Einsatz während des Nordirlandkonflikts im Zeitraum vom 1. August bis zum 31. Oktober 1971 wurde er am 15. Februar 1972 zum Companion des Distinguished Service Order (DSO) ernannt.
Als Nachfolger von Brigadier Ken Perkins übernahm Roland Guy im Dezember 1972 den Posten als Kommandeur der 24. Luftbeweglichen Brigade (24th Airportable Brigade) und hatte diesen bis Dezember 1974 inne, wobei er am 31. Dezember 1972 mit Wirkung  zum  30. Juni 1972 auch zum Brigadegeneral (Brigadier) befördert wurde. Nach weiteren Verwendungen war er zwischen Februar 1976 und Februar 1978 Erster Stabsoffizier (Principal Staff Officer) der damaligen Chefs des Verteidigungsstabes (Chief of the Defence Staff), Feldmarschall Sir Michael Carver (21. Oktober 1973 bis 23. Oktober 1976), Marshal of the Royal Air Force Andrew Humphrey (24. Oktober 1976 bis 24. Januar 1977), Admiral of the Fleet Sir Edward Ashmore (9. Februar 1977 bis 30. August 1977) sowie zuletzt Marshal of the Royal Air Force Neil Cameron (31. August 1977 bis 31. August 1979).

### Aufstieg zum General
Guy wurde nach der Verleihung des kommissarischen Rangs eines Generalmajors (Acting Major-General) am 1. Mai 1978 Chef des Stabes der Britischen Rheinarmee (BAOR) (British Army of the Rhine) und verblieb auf diesem Posten bis zum 3. Dezember 1980. Für seine Verdienste wurde er am 3. Juni 1978 Commander des Order of the British Empire (CBE) und zudem am 16. September 1979 mit Wirkung zum 1. Januar 1978 auch zum Generalmajor (Major-General) befördert. Er selbst wiederum übernahm am 19. Dezember 1980 bei gleichzeitiger Beförderung zum Generalleutnant (Lieutenant-General) von Generalleutnant Sir Robin Carnegie das Amt als Militärsekretär im Verteidigungsministerium des Vereinigten Königreichs (Military Secretary, Ministry of Defence) und war damit bis zu seiner Ablösung durch Generalleutnant Sir David Mostyn am 21. Dezember 1983 verantwortlich für die Ernennung, Beförderung, Entsendung und Disziplin hochrangiger Offiziere der britischen Armee. Am 31. Dezember 1980 wurde er als Knight Commander des Order of the Bath (KCB) nobilitiert, wodurch er fortan den Namenszusatz „Sir“ führte. Zugleich übernahm er am 6. April 1981 von General Sir Timothy Creasey das Ehrenamt als Oberst (Colonel Commandant) des Small Arms School Corps. Des Weiteren löste er am 1. Juli 1981 Generalleutnant Sir James Wilson als Colonel Commandant des 1. Bataillons der Royal Green Jackets ab und behielt dieses Ehrenamt bis zu seiner Ablösung durch Generalleutnant Sir Robert Pascoe am 1. Juli 1986.
Sir Roland Guy wurde am 31. März 1984 Nachfolger von General Sir George Cooper und übernahm von diesem den Posten als Generaladjutant des Heeres (Adjutant-General to the Forces) und war in dieser Verwendung bis zu seiner abermaligen Ablösung durch General Sir David Mostyn am 13. Dezember 1986 verantwortlich für die Entwicklung der Personalpolitik der Armee und die Unterstützung der Angehörigen des Heeres. Er wurde in dieser Verwendung am 28. April 1984 rückwirkend zum 1. September 1983 zum General befördert. Als Nachfolger von General Sir George Cooper wurde er außerdem am 26. Mai 1984 zum Aide-de-camp General von Königin Elisabeth II. ernannt und behielt dieses Amt bis zu seiner erneuten Ablösung durch General Sir David Mostyn am 7. Dezember 1987. Ferner wurde er am 30. Dezember 1986 auch Knight Grand Cross des Order of the Bath (GCB). Am 7. Februar 1987 schied er aus dem aktiven Militärdienst und trat in den Ruhestand. Nach seinem Eintritt in den Ruhestand fungierte Sir Roland Guy zudem als Nachfolger von General Sir Robert Ford von 1987 bis zu seiner Ablösung durch General Sir Brian Kenny 1993 als Gouverneur des Royal Hospital Chelsea, ein Altersheim für ausgediente und kriegsinvalide Soldaten der British Army in London. Zeitgleich war er zwischen 1987 und 1993 Vorsitzender der Heereswohltätigkeitsorganisation Army Benevolent Fund, die 2010 in ABF The Soldiers’ Charity umbenannt wurde. 
Roland Guy heiratete 1957 Dierdre Graves Morris, Tochter von Brigadier Philip Herbert Graves-Morris (1907–1991) und dessen Ehefrau Auriol Graves-Morris. Aus dieser Ehe ging unter anderem die Tochter Nicola Jane Guy (* 1960) hervor, die mit einem Sohn von Sir Ashley Ponsonby, 2. Baronet (1921–2010) verheiratet war.